# Chimica combinatoria
La chimica combinatoria è una disciplina chimica che si occupa della sintesi rapida e della simulazione al computer di un gran numero di molecole organiche che possiedono analogia strutturale.
Spesso il ricercatore si imbatte in un composto che dimostra una certa attività biologica, che però non è sufficiente per garantire il successo clinico (e commerciale) del composto. A questo punto inizia un processo di screening "quasi casuale": vengono preparati e testati tutti i possibili composti che mantengono una analogia strutturale per il nucleo fondamentale, ma ne differiscono per i sostituenti collegati.
Questa procedura è oggi molto popolare a causa della disponibilità a basso costo di tecniche automatizzate che permettono un rapido controllo dell'attività biologica di un prodotto.
La sintesi combinatoria permette di ottenere in modo rapido, ad esempio, da una molecola con tre diversi sostituenti R1, R2, e R3 un totale di strutture equivalente al prodotto {\displaystyle N_{R_{1}}\times N_{R_{2}}\times N_{R_{3}}} delle quantità di differenti sostituenti presenti in origine.
Sebbene la chimica combinatoria sia stata utilizzata su scala industriale solamente negli anni novanta, le sue radici risalgono agli anni settanta grazie alle scoperte di Robert Bruce Merrifield sulla sintesi dei peptidi in fase solida su supporti in resina. Negli anni ottanta H. Mario Geysen sviluppò ulteriormente questa tecnica, creando matrici di peptidi differenti su supporti separati.
Nei suoi sviluppi moderni la chimica combinatoria ha probabilmente avuto il suo impatto maggiore nell'industria farmaceutica. I ricercatori cercano di ottimizzare le caratteristiche salienti di un composto creando una cosiddetta "libreria" di molti differenti analoghi strutturali. I progressi della robotica hanno permesso di potenziare la sintesi combinatoria industriale, permettendo di produrre oltre 100.000 nuovi composti l'anno.
In relazione al vasto numero di possibili differenti strutture, ci si affida spesso a una "libreria virtuale", un elenco computerizzato di tutte le possibili strutture associate a un dato farmacoforo con tutti i reattivi disponibili per la sintesi. Una libreria di tal genere può arrivare a contenere centinaia di milioni di composti virtuali. Sfruttando la libreria virtuale è possibile effettuare la sintesi reale, in base a calcoli e criteri farmacologici e chimico teorici vari.
La scienza dei materiali si serve delle tecniche di chimica combinatoria per la possibile scoperta di nuovi materiali.